# Torre de Vigilância da Liga da Justiça
A Torre de Vigilância foi o fictício quartel-general da Liga da Justiça em solo lunar. Apareceu primeiro em JLA # 4, idealizada por Grant Morrison e Howard Potter.

## Histórico
Localizada em solo lunar a Torre de Vigilância foi o quartel-general da Liga da Justiça e se constituiu num dos mais avançados domínios tecnológicos existentes, sendo construída logo após o embate entre os heróis e os marcianos do Hyperclan. Erguida como primeira linha de defesa contra as ameaças que pairam sobre a humanidade, a nova fortaleza foi construída com paredes de Promethium aproveitando a tecnologia empregada nos outros quartéis-generais da LJA contando ainda com os acréscimos vindos de Marte, Nova Gênese e Krypton, além de itens confiscados de déspotas e conquistadores em todo o universo. Entretanto nem todo o aprumo tecnológico e as atualizações constantes em sua segurança livraram-na de invasores como O Chave, Prometheus e Talia al Ghul. Durante a Era Obsidiana o mago Jason Blood conjurou um escudo protetor sobre a torre de modo a salvaguardá-la de incursões místicas, o "Escudo de Tragoth". Tão magnificente estrutura foi destruída pelo Superboy Primordial no curso da minissérie Crise Infinita e em seu lugar foi construído um quartel-general em Washington com visual semelhante ao da Sala de Justiça do desenho Superamigos, sede conectada a um satélite em órbita da Terra.

## Estrutura
Quando conceberam a nova fortaleza Grant Morrison e Howard Porter fizeram mais do que uma "guarita espacial", pois introduziram a torre solar (o obelisco central da estrutura que em seu cume possui uma área de observação e ainda cinquenta andares auto-reparáveis) e os tanques profundos de Aquaman passando pelos alojamentos e também pela Floresta Hidropônica, a qual fornece oxigênio ao complexo por meio de um processo acelerado de fotossíntese de plantas alienígenas alimentadas com o auxílio dos recursos tecnológicos do complexo (e.g. os tanques submersos se convertem num lago e a torre solar faz às vezes de um sol artificial). Além desses aparatos existem ainda uma série de cômodos na Torre de Vigilância dentre os quais podemos citar os seguintes:
- Sala de Justiça - sala de reuniões na qual os membros da Liga da Justiça tratam da ordem do dia e onde traçam as estratégias de ação em caso de necessidade. Ao centro da sala existe uma mesa com assentos para os membros permanentes (todos marcados com as insígnias dos respectivos heróis) e outros reservados para participantes eventuais e especialistas convidados tal como se fosse uma versão moderna da Távola Redonda o mitológico estado-maior que dava suporte ao Rei Artur sendo que, ao centro da mesa, há um logotipo com as iniciais da equipe (LJA). Ao batizarem a sala seus criadores prestaram uma homenagem ao quartel-general dos Superamigos como mostrado no desenho homônimo exibido originalmente entre 1973 e 1985.
- Auditório - extensa área destinada à realização de cerimônias como a que recebeu os novos membros do time[4] ou a que recepcionou a Legião da Justiça A na saga DC Um Milhão.[5] Servia também como sala de conferência quando a torre recebia um grande número de heróis em caso de extrema necessidade.
- Sala do Monitor - localizada no centro do complexo é o coração da estrutura por agregar a tecnologia usada para monitorar eventos pelo mundo e pelo universo a fora. Quando surge uma ameaça de vulto diversos hologramas são acionados e dessa forma os justiceiros tomam ciência dos desafios que os aguardam. Embora essa colossal estrutura pudesse ser operada por qualquer membro do time ela pareceu melhor ajustada à fisiologia do Caçador de Marte.
- Sala de Troféus - museu onde são encontradas referências a antigos membros da Liga da Justiça e respectivos imimigos tanto na forma de armamentos quanto de estátuas e demais formas de ornamentação.
- Depósito/Hangar - cômodos adjacentes onde se localizam os equipamentos e os meios de transporte selecionados para as missões da Liga conforme a natureza das mesmas.
- Hidropônicos - área na qual se encontram diversas espécies de plantas alienígenas das quais se extrai oxigênio necessário à estrutura.
- Tanques Submersos - aquários interligados onde Aquaman realiza suas sessões de treinamento e/ou relaxamento servindo também como "berçário" de espécies marinhas alienígenas.
- Alojamentos - cômodos personalizados conforme o gosto de cada ocupante.
- Áreas Diversas - sala do reator, área de recreação, sala de treinamento (com projetores holográficos), laboratórios, anexo médico, divisão de maquinário e engenharia, além de células de contenção (uma delas diretamente ligada à Zona Fantasma) e teleportadores.

## Nomenclatura
No início, a tradução brasileira optou por usar o nome "Torre de Vigia" como forma de designar a fortaleza, mas ao que parece a expressão "Torre de Vigilância"  acabou vingando não apenas por sua melhor sonoridade, mas também pelo fato de que os criminosos do Hyperclan se referiam aos seus postos avançados como "Torres de Vigia" e estas representavam uma cabeça-de-ponte para o domínio da Terra.

## Outras versões

### Desenhos animados
Em Liga da Justiça e Liga da Justiça Sem Limites, o design da Torre de Vigilância remete à época onde a equipe se reunia em um satélite em órbita da Terra, daí a explicação para o fato de que a dublagem brasileira preferiu identificá-la pelo epíteto de "Torre da Liga". Em sua versão televisiva a portentosa construção foi erguida à custa das Empresas Wayne, contudo o primeiro esboço de uma sede para a equipe foi apresentada ao público no episódio em duas partes O Chamado, da série Batman do Futuro: uma estrutura que lembra tanto a clássica versão da Sala de Justiça quanto a embaixada instalada no edifício Metrodome nas ruínas da antiga Lexor City, vide a última temporada de Liga da Justiça Sem Limites. No longa-metragem Escrito nas Estrelas a Torre de Vigilância foi utilizada como aríete para destruir o gerador de dobra espacial thanagariano sendo arremessado contra a referida estrutura por Batman (resgatado por Superman à última hora) à custa de um sistema de propulsão que transformou o quartel-general da LJA num míssil.

### Smallville (série de TV)
No episódio Justiça, um grupo de heróis formado por Impulso, Arqueiro Verde, Cyborg, Aquaman, e Clark Kent se unem para destruir uma instalação de pesquisa pertencente a Lex Luthor contando para isso com o auxílio de Chloe Sullivan que atuou como Oráculo no auxílio à incursão dos heróis, cabendo a ela usar o código "Torre de Controle" para designar a fortaleza.

### Cinema
A Torre de Vigilância também apareceu no filme da Liga da Justiça da América de 1997.

### Games
Em The Last Laugh, a torre é alvo de uma tentativa de invasão comandada pelo Coringa.